# لين وايت (لاعب كريكت)
لين وايت (7 مارس 1919 في نيوزيلندا - 29 يناير 2015) (بالإنجليزية: John Wyatt)‏ هو لاعب كريكت نيوزلندي. لعب مع Northern Districts men's cricket team ‏.

## وصلات خارجية
- لين وايت على موقع إي آس بي آن كريك إنفو (الإنجليزية)